# Aethalura adustella
Aethalura adustella là một loài bướm đêm trong họ Geometridae.